# 1997 (numero)
Millenovecentonovantasette (1997) è il numero naturale dopo il 1996 e prima del 1998.

## Proprietà matematiche
- È un numero dispari.
- È un numero primo.
  - È un numero primo gemello (con 1999).
  - È un numero primo di Chen.
  - È un numero primo troncabile a sinistra.
- È un numero difettivo.
- È esprimibile in un solo modo come somma di due quadrati: 1997 = 1156 + 841 = 342 + 292.
- È un numero congruente.
- È un numero nontotiente in quanto dispari e diverso da 1.
- È un numero intero privo di quadrati.
- È un numero malvagio.
- È parte delle terne pitagoriche (315, 1972, 1997), (1997, 1994004, 1994005).

## Astronomia
- 1997 Leverrier è un asteroide della fascia principale del sistema solare.

## Astronautica
- Cosmos 1997 è un satellite artificiale russo.